# Oskar Svensson (spelman)
Johan Oskar Svensson, född 24 oktober 1854 i Åtvids församling, Östergötlands län, död 27 april 1926 i Linköpings S:t Lars församling, var en svensk folkmusiker.

## Biografi
Svensson föddes 1854 på Ludvik i Åtvids socken. Han var son till Sven Fredrik Svensson (död 1915). När Svensson blev 10 år började han spela fiol. Han lärde sig spela fiol av sin far, som i sin tur hade lär sig av spelmannen Per Molander (död 1854) i Vists socken. De sista åren bodde Svensson i Linköping och arbetade som byggnadssnickare.
Under sin tid som musiker har han spelat på många bröllop på Stjärnorps slott och Linköpings slott. Han har också spelat för baronen på Adelsnäs. Svensson vann förstapris i Spelmanstävlingen i Söderköping 1908 och förstapris i Åtvidaberg 1909. Om hans speltekning vid tävlingen i Söderköpings skrivs följande: Hoppande, härligt, flygande stråk. Pizzicato och arpeggion av första rang. Temperament, inspiration, utomordentligt svåra polskor, intet svek i utförandet.

## Upptecknade låtar
- Polska i C-dur efter Per Molander.[3]
- Polska i D-dur efter Per Molander.[3]
- Polska i D-dur efter Sven Fredrik Svensson.[3]
- Vals i D-dur.[3]